# Louis Eugène Robert
Pour les articles homonymes, voir Louis Robert et Robert.
Eugène Robert ou Louis Eugène Robert,(Meudon le 6 décembre 1806 - Sézanne le 28 mai 1882,)  est un naturaliste plus précisément un  géologue qui habite la Ville de Meudon située à l'époque en Seine-et-Oise, aujourd'hui dans les Hauts-de-Seine. Il est  maire de Meudon de 1870 à 1871.

## Œuvres

### 1834 - Thèse
Il publie sa thèse de médecine en novembre 1834 : Considérations géologiques relatives à la médecine,.

### 1843 - Monographie sur Meudon

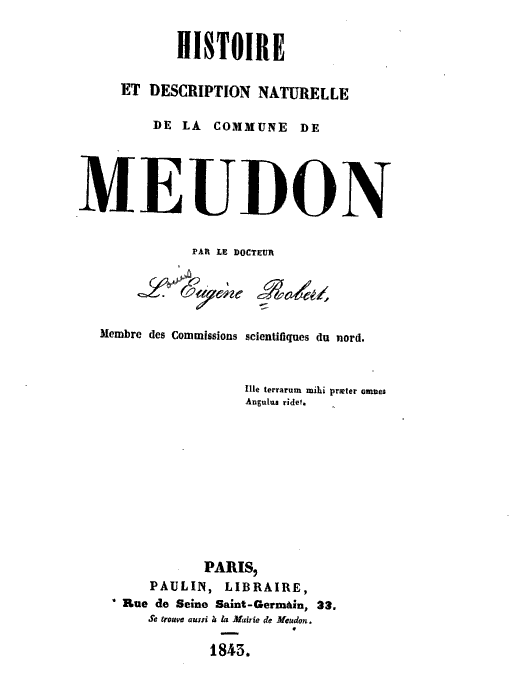
Page du livre Histoire et description naturelle de la commune de Meudon

Il publie cette monographie en 1843 : Histoire et description naturelle de la commune de Meudon (disponible dans Wikisource), livre qui décrit en détail l'histoire et l'histoire naturelle de la ville. C'est un ouvrage d'un genre nouveau que propose Louis Eugène Robert. Tout au long de ces pages, il traite, avec son esprit scientifique, de l'évolution historique de Meudon, de son économie, de sa population mais aussi, car il est naturaliste, de sa forêt, de la faune, de la flore, de son sous-sol et de son climat. C'est l'histoire naturelle qui occupe le cœur de cet ouvrage qui s'attache à éduquer le lecteur pour qu'il sache prendre soin des ressources naturelles dont il dispose. Autant passionné par des expéditions au Groenland que par sa ville, il apporte un témoignage historique original. Ainsi, on peut être surpris de son jugement sur les habitants de cette ville : « La population n’est pas belle, je le dis à regret ; cela dépend d’une cause qui règne dans toute la banlieue, de l’excès de travail... ». Mais l’ensemble du livre porte un regard plus juste sur Meudon, son histoire, son évolution avant la révolution industrielle et donc sur les Meudonnais.

### 1852 - Voyage en Islande
Louis Eugène Robert est coauteur avec Victor-Charles Lottin, Xavier Marmier, Eugène Louis Hugues Méquet de Voyage en Islande et au Groënland exécuté pendant les années 1835 et 1836 sur la corvette la Recherche, commandée par M. Tréhouart: dans le but de découvrir les traces de la Lilloise, Volume 10. Livre dont le rédacteur est Joseph Paul Gaimard et qui est illustré par Auguste Mayer et édité en 1852 par Arthus-Bertrand.

### Autres écrits
Il écrit aussi:
- 1840, Lettres sur la Russie à S. E. M. de Struve, Éditeur Arthus Bertrand.
- 1841, Aperçu des Observations Géologiques faites dans le nord de l'Europe, principalement sur les traces anciennes de la mer, pendant les années 1837-1838.
- 1843, Notice pittoresque et physique sur Saint-Valery-en-Caux, impr. Genets-Lemaitre, 40 pages[12].
- 1844, Rapport sur les collections et observations géologiques recuellies en 1838 et 1839, pendant l'expédition nautique et scientifique du nord, Éditeur Arthus Bertand, 16 pages.
- 1844, Recherches paléontologiques, métallurgiques et géologiques, concernant plusieurs localités du bassin tertiaire de Paris, impr. de Bourgogne et Martinet, 19 pages.
- 1846, Moyens proposés pour préserver les statues et les marbres de toutes sortes, exposés à l'air..., impr. de Dondey-Dupré, 8 pages.
- 1850, Analyse des Expériences sur la muscadine et les autres maladies des vers à soie en 1849, Annales de la Société Séricole, coauteurs avec Félix Édouard Guérin-Méneville.
- 1851, Note sur le résultat le plus important des études séricoles faites avec le concours de M. Eugène Robert à la magnanerie expérimentale de Sainte-Tulle (Basses Alpes).  Journal d'Observations scientifiques et pratiques de la campagne de 1851, coauteurs avec Félix-Édouard Guérin-Méneville.
- 1856, Guide de l'éleveur de vers à soie; résumé du cours de sériculture pratique fait à la magnanerie expérimentale de Sainte-Tulle par MM. E. F. G. M. et E. R, coauteur avec Félix-Édouard Guérin-Méneville, 12 pages.
- 1861, Instructions pratiques et sommaires pour la destruction des insectes les plus nuisibles aux arbres d'alignement et restaurer les arbres susceptibles de guérison réunies par ordre du Ministre de l'Agriculture, du Commerce et des Travaux publics, Éditeur Dunod, 22 pages.
- 1863, Interprétation naturelle des pierres et des os travaillés par les habitants primitifs des Gaules, Éditeur E. Giroud, 24 pages.
- 1864, Destinations principales des monuments celtiques avec quelques aperçus sur les ossements et les poteries contenus dans les hypogées faisant suite à l'âge présumable des monuments celtiques, Éditeur E. Giraud, 31 pages.
- 1864, Âge présumable des monuments celtiques établi d'après des monuments de même nature dont il est principalement fait mention dans la Bible, faisant suite à l'Interprétation naturelle des pierres et des os travaillés par les habitants primitifs des Gaules, Éditeur E. Giraud, 24 pages.
- 1865, Paléontologie: Observations critiques sur l'âge de pierre, Éditeur E. Giraud, 14 pages.
- 1866, Fait-on bien d'élever autant de chats qu'on le fait habituellement ? [Des Feuilles tombées. Du Rôle important que jouent les lombrics à la surface de la terre. Disposition remarquable des nids de la chenille chrysorhée. De l'Échenillage.], impr. de Vve Bouchard-Huzard, 22 pages.
- 1867, Note sur le traitement des arbres affectés d'insectes xylophages, impr. de Vve Bouchard-Huzard, 4 pages.
- 1867, Silex taillés, impr. de M. Loignon, 8 pages.
- 1868, Toujours des silex taillés (station celtique de Luthernay). impr. de Walder, 8 pages.
- 1868, Avis aux fumeurs, impr. de Walder, 3 pages.
- 1869,  Observations sur l'emplacement du camp romain de Mauchamps, typ. de Walder, 4 pages.
- 1869, Préservation de la pierre de l'action dégradante des cryptogames, par l'emploi du deutoxyde ou des sels de cuivre, impr. de Walder, 8 pages.
- 1870, Mortiers pour la confection des haches celtiques, impr. de Walder, 4 pages.
- 1870, Physionomie de nos contrées et particulièrement du bassin de Paris avant et pendant la première apparition de l'homme, Éditeur les Mondes, 19 pages.
- 1872, Considérations sur la silice, impr. de Walder, 5 pages.
- 1872, Mélange de silex taillés et non taillés sur les pentes et dans les ravins, impr. de Walder, 4 pages.
- 1873, Arboriculture. Cossus, impr. de Walder, 7 pages.
- 1873, Agriculture. Lombrics, impr. de Walder, 4 pages.
- 1873,  Silex taillés en Islande, impr. de Walder, 4 pages.
- 1873, Palmiers fossiles dans la vallée de l'Aisne, impr. de Walder, 4 pages.
- 1876, Sézanne au point de vue géologique, Éditeur A. Patoux, 20 pages.
- 1877, Sézanne au point de vue paléontologique, Éditeur A. Patoux, 14 pages.
- 1879, Essai sur la topographie et la géologie du canton de Sézanne, impr. de Pessez, 40 pages.
- 1880, Quelques mots sur la question glaciaire, Éditeur Secrétariat de l'Association.
- ?, Note sur quelques recherches zoologiques, par M. E. Robert pendant un voyage au Sénégal, impr. de Decourchant, 4 pages.

### Manuscrits
Il écrit aussi trois manuscrits: 
- Mémoire sur la culture de l'amandier (44 p. petit in-4).
- Méthode facile et peu couteuse pour augmenter et ameliorer les engrais dans un métairie (16 p. petit in-4).
- De la taille du murier (14 p. in-4).

Il entretient une relation épistolaire avec son oncle : plus de 10 lettres adressées à l'oncle, dont une de l'archevêque d'Aix (1826), et minutes autographes de lettres au sujet du Conseil de salubrité (Marseille 1829).
Son oncle, médecin à Marseille a lui aussi laissé des manuscrits : 
- Relation historique de la mission de Marseille en janvier et février 1820.
- Considérations générales sur les missions, et leur utilité après de grands troubles politiques (9 p. in-fol.).
- Deux notes archéologiques sur les ruines d'une ancienne ville romaine et les sépultures découvertes à Sainte-Tulle (1840).